# Roy (Nouveau-Mexique)
Pour les articles homonymes, voir Roy.
Roy est un village de l'État américain du Nouveau-Mexique, situé dans le Comté de Harding. Selon le recensement de 2010, sa population est de 234 habitants.